# Cordillera Kampankis
La cordillera Kampankis o cordillera Campanquiz, es una cadena montañosa que está situada en los Andes del Perú. Está dividida políticamente entre los departamentos de Amazonas y Loreto.

## Descripción
La Cordillera Kampankis forma una cresta de 180 km de largo en el borde de la cuenca del Amazonas. Corre en dirección norte-sur y separa los departamentos de Amazonas y Loreto. Se extiende por el norte hasta la frontera con Ecudor, por el sur hasta el valle del Pongo de Manseriche, por donde discurre el río Marañón en dirección este. La sierra tiene alturas entre 450 my 1420 m. Al oeste de la cordillera hay un paisaje de cuenca a través del cual fluye el río Santiago. Al este de la cordillera, en las tierras bajas del Amazonas, el río Morona fluye hacia el sur. La cordillera Kampankis encuentra su continuación en el norte, en Ecuador, en una cresta al este de la Cordillera de Kutukú. Al sur, más allá del Pongo de Manseriche, se une la Cordillera Cahuapanas.

## Importancia natural
La Cordillera Kampankis está cubierta de selva tropical y tiene una alta biodiversidad. Forma el hábitat de muchas especies animales en peligro de extinción, especialmente anfibios. En 1999, se estableció la Zona reservada Santiago-Comaina, que también se extiende sobre Kampankis.

## Importancia geológica
Kampankis muestra presencia de minerales y petróleo.

## Importancia cultural
Los pueblos nativos en la cordillera son los huambisas, shuars, achuar y los agwajún, viviendo la mayoría de ellos dentro de la Zona reservada Santiago-Comaina.